# Tambores
Tambores est une ville de l'Uruguay située dans les départements de Paysandú et Tacuarembó. Sa population est de 1 720 habitants.

## Histoire
La ville a été fondée en 1936.

## Population
| Année | Population |
| ----- | ---------- |
| 1963  | 1 508      |
| 1975  | 1 532      |
| 1985  | 1 410      |
| 1996  | 1 479      |
| 2004  | 1 720      |

Référence,,